# 機動戦士ムーンガンダム
『機動戦士ムーンガンダム』（きどうせんしムーンガンダム、英語題：MOBILE SUIT MOON GUNDAM）は、矢立肇・富野由悠季（原案）、福井晴敏（ストーリー）、虎哉孝征（漫画）による日本の漫画。『ガンダムエース』（KADOKAWA）にて2017年11月号から連載中。
「ガンダムシリーズ」のうち、宇宙世紀を舞台とする作品のひとつで、テレビアニメ『機動戦士ガンダムΖΖ』（宇宙世紀0088年）からアニメーション映画『機動戦士ガンダム 逆襲のシャア』（宇宙世紀0093年）までの期間（宇宙世紀0092年）を描く物語である。

## 製作経緯
福井晴敏が、小説『機動戦士ガンダムUC』を執筆する以前に提出した企画を再構成した漫画作品。提出当時は、サンライズからの「ファン全体を鷲づかみするような作品を」という意見からお蔵入りとなり、改めて『UC』が企画された経緯をもつ。それ以来、福井は当初の企画の存在を忘れていたが、『機動戦士ガンダムUC GREAT WORKS 完全設定資料集』（バンダイビジュアル刊）にその企画を掲載したことをきっかけに、再び作品化することを決意した。
物語は、1986年のテレビアニメ『機動戦士ガンダムΖΖ』第14 - 15話に登場する、機械文明を捨てた部族「光族（ひかりぞく）」が住むスペースコロニー「ムーン・ムーン」で展開され、地球連邦軍とネオ・ジオン軍の争いに巻き込まれた主人公たちの戦いを描く。福井は『ΖΖ』におけるムーン・ムーンのエピソードがどこの話数に入れても差し支えのない「捨て回」であったとしつつも、『ΖΖ』製作当時に富野由悠季が執筆した資料からはのちの『∀ガンダム』にも通じる企画意図が読み取れると評しており、多数の作品と複雑化した設定によって一度『ガンダム』を離れていた旧来のファンが戻りづらい状況を、宇宙世紀の時代から忘れられたムーン・ムーンの住人たちに重ね合わせ、「忘れられた側の視点から改めて宇宙世紀を見てみよう」という着想を得てムーン・ムーンを舞台に設定したと語っている。また本作内としては、劇場アニメ『機動戦士ガンダム 逆襲のシャア』とほぼ同内容でさらに前日譚も著した小説『機動戦士ガンダム ハイ・ストリーマー』を「正伝」として位置づけ、宇宙世紀の歴史において同じ年代を描いている同作の内容をクロスオーバーさせている。
漫画の作画は、同じく福井原作の『終戦のローレライ』の漫画版を手がけ、『ガンダムエース』誌上でも『機動戦士ガンダムUC テスタメント』『機動戦士ガンダム MSV-R 宇宙世紀英雄伝説 虹霓のシン・マツナガ』を連載していた虎哉孝征、主要メカのデザインは『ガンダム Gのレコンギスタ』『機動戦士ガンダム 鉄血のオルフェンズ』などに参加していた形部一平が起用された。なお、シータプラスなどの一部のメカは虎哉自身がデザインしている。

## あらすじ
単行本では各部の具体的な区切りや副題の表記はされていないものの、シナリオを担当した福井は、第1部を「ムーン・ムーン編」、第2部を「VSアムロ編」、第3部を「地球降下編」、第4部を「VSシャア編」と位置づけている。具体的にはepisode 17（単行本3巻収録）までが第1部、episode 33（単行本7巻収録）までが第2部とされる。

### 第1部「ムーン・ムーン編」
宇宙世紀0091年。地球連邦軍外郭部隊ロンド・ベルのアムロ・レイは、かねてより追っていたティターンズの残党が投入したサイコ・ガンダムMk-IV G-ドアーズを苦戦の末に撃破する。
それから1年後の宇宙世紀0092年。「忘れられたコロニー」と揶揄される旧式スペースコロニーのムーン・ムーンでは、4年前の悲劇を繰り返さないために機械の力に頼ることを戒め、光族（ひかりぞく）の人々が牧歌的な暮らしを送っていた。そんなある日、残骸となったG-ドアーズの頭部とその付随ユニットのサイコプレートが、ムーン・ムーンの外壁に衝突する。この出来事によってムーン・ムーンの環境に不具合が生じたため、光族はコロニー公社に修理を依頼するために使者を派遣するが、彼らが乗った宇宙船はネオ・ジオン軍の偽装船「アタラント3」とロンド・ベルの小競り合いの場に迷い込む。友人を助けようと船外に出た少年のユッタ・カーシムは戦闘に巻き込まれて戦場を漂流するが、アタラント3所属の軍人アゴス・ラガートに救助され、その乗機であるバルギルのサイコミュ・システムを介し、同じく漂流したジオンの姫君ミネバ・ラオ・ザビを捜し出す。
光族側は「コロニーの修理を手伝う」という条件付きでアタラント3のムーン・ムーン滞在を許可するが、追撃してきたロンド・ベル、およびミネバの暗殺をもくろむネオ・ジオン過激派との戦闘が勃発する。ユッタは避難途中に負傷したアゴスに代わり、G-ドアーズの頭部を取り付けて応急修理したバルギル改めムーンガンダムを起動させ、光族の人々を助けるために出撃する。

### 第2部「VSアムロ編」
ユッタの活躍でネオ・ジオン軍過激派は撃退されるが、戦闘に巻き込まれたミネバはロンド・ベルのMSパイロットであるウバルド・モリーナに拉致され、彼の母艦であるラー・ギルスに連行される。ミネバのそばにいたユッタの幼なじみサキ・メントーは、ミネバを見殺しにしたとして自責の念に駆られるが、ユッタはミネバを救出するために光族の管理下に置かれたムーンガンダムを奪取しようとする。そこに、先の戦闘中の混乱に乗じて潜入してきたネオ・ジオン軍少佐のリュース・クランゲルが現れ、身分を隠しユッタを扇動してムーンガンダムの奪取を手伝い、アタラント3へ向かわせる。これらの出来事で光族はネオ・ジオン軍に対する不信感を募らせ、アタラント3を接収するべく艦を襲撃する。その最中にリュースは自身の身分を明かし、ムーンガンダムをネオ・ジオン軍の戦力とすることを宣言する。
アタラント3のクルーと戦士隊は、ラー・ギルスに連行されたミネバを奪還するため、ムーンガンダムを連邦軍の機体として誤認させる作戦を実施し、首尾よくラー・ギルスに潜入し占拠するが、異常を察知してやってきたアムロに気付かれる。作戦の失敗を悟ったリュースは、毒ガスで自身とミネバ以外の全員を殺害しようとするが、アムロとユッタが協力して毒ガスのボンベを排除したことで阻止され、ミネバの奪還もままならず撤退する。ユッタはミネバの救出を果たすが、そこにネオ・ジオン軍の巨大戦艦・グワーシャが現れ、ラー・ギルスに攻撃を開始する。

### 第3部「地球降下編」
先の戦闘で推進系にダメージを負ったラー・ギルスは、ムーンガンダムをはじめとするMS隊に艦体を押させて撤退を図るものの、グワーシャの攻撃により撃沈直前まで追い詰められる。その時、ムーンガンダムが謎の虹色の光を発し、驚異的な推進力を発揮してラー・ギルスをグワーシャの攻撃圏内から離脱させる。リュースはラー・ギルスの追跡を断念し、自らの目的を果たすためにムーン・ムーンの占拠に向かうが、アタラント3のクルーはこれを阻止すべくムーン・ムーンへ戻り、リュース派と戦闘を繰り広げた後にミネバを再度奪還すべく、ラー・ギルスの後を追う。
一方、ラー・ギルスはミネバの身柄を地球のラサにある連邦軍本部に送り届ける命を受ける。ユッタは連邦軍の現地徴用兵として保護観察の身となり、ムーンガンダムの正規パイロットとして連邦軍の軍籍を与えられ、ミネバを守るためにラー・ギルスに乗艦して地球へ向かう。
その頃、アタラント3では、連邦側に有利な状況を作るために動いている内通者が艦内にいると疑われていた。補給隊を率いてやって来たフアン・マハロフは、内通者の正体がアゴスであること、過去に彼が「内通者」としての人格を人為的に植え付けられたことを掴み、その事実をアタラント3のメンバーに伝える。その後に行われたラー・ギルスへの再潜入作戦において、アゴスは「内通者」としての人格に切り替わり、ミネバを奪還した後に自分を犠牲にして大気圏に飛び込み、彼女を地球に送り届けるという任務を遂行しようとするが、ミネバを追ってムーンガンダムで大気圏に飛び込んだユッタと、アゴスを救おうとするフアンによって阻止される。フアンの奮闘によってミネバはユッタに託され、アゴスも元に戻るが、フアンは大気圏でその生命を散らした。

### 第4部「VSシャア編」
ミネバを救い出したユッタは、サフィラとともに地球の南極へ降下する。そこはネオ・ジオンの勢力圏と化しており、ユッタたちはシャア・アズナブルやギュネイ・ガスといった面々に取り囲まれる。抵抗を試みるユッタであったがシャアとの腕前の差は歴然としており、機体を無力化され基地に囚われてしまう。
シャアはムーンガンダムのジェネレーター換装を行い、これから自分が為すことを見ていてほしいと、ユッタに同志になるよう促すとともに、ムーン・ムーンの成り立ちと、ユッタが持つニュータイプ能力の秘密を語った。
ムーン・ムーンの前身は「バナール1」という旧式のスペースコロニーであること、そこに住み着いたヒッピーたちがムーン・ムーンの最初の住民であること、ヒッピーたちが持ち込み栽培したコカインこそがムーン・ムーンの資金源であり、そのコカインを巡って住民の間で紛争が起き、「光族」と「アルツトの民」という2つの集団に分かれたこと。そして、ムーン・ムーンの住民たちはそのコカインの成分を世代を超えて少量ずつ摂取・蓄積し続けてきたがゆえに、強化人間に等しい体質を持ち、そのことがユッタのニュータイプ能力の源であること。
愕然とするユッタに、シャアは改めて同志となることを求める。一方、ムーン・ムーンでは「月の入り」と呼ばれる神聖な儀式が行われ、ネオ・ジオンの来訪で浮き足立つ住民たちをまとめるために、王女サラサ・ムーンと、自警団「戦士隊」の長であるリナート・リヒトの婚姻が発表される。しかし、そこにアルツトの民の長であるレイメルが現れ、密かに結託していたネオ・ジオンのリュース派と共に決起し、クーデターを実行する。

## 作中設定・用語
ムーン・ムーン
サイド1建設の前線基地として100年以上前に建設された旧型コロニー。地球連邦の記録にない「忘れられたコロニー」ということになっているが、実は意図的に存在が隠蔽されてきた形跡がある。
自然回帰主義者が多く居住していたことから、現在もその風習が受け継がれている。作中の年代で普及しているコロニーよりも外壁が薄く、放射線対策も不十分であるため、住民の疾病率が高いという重大な欠陥がある。
住民は「光族の教え」によって機械知識を意図的に制限されているが、MSの操縦について非常に高い順応性を示すなどの素質を持つ。これは、ムーン・ムーンの中で極秘裏に栽培されていたハイ・コカインの成分で、強化人間を製作する際にも用いられる、向精神作用がある「ベタナール」をわずかずつ接種し続けてきたために「天然の強化人間」とも呼ぶべき性質が自然に備わっていたためである。リュースはこのことに目をつけ、住民を懐柔して兵力とするためにムーン・ムーンに接近した。
光族（ひかりぞく）
ムーン・ムーンに居住していた自然回帰主義者の末裔で、現在の住民の主流となっている人々。機械文明を良しとする一派「アルツトの民」との争いに勝利し、自然と共存する生き方を受け継いでいる。
かつてムーン・ムーンでハイ・コカインを用いた集団自殺事件が発生した際、麻薬を扱うことに反対した住民たちの末裔にあたる。
光族の教え（ひかりぞくのおしえ）
「行き過ぎた機械文明は人を狂わせ、戦争に駆り立てる」という教えのもと、人々に自然を活かした生き方を説くムーン・ムーンの掟。この教えのために若い世代は通信機や電波の存在すら知らず、外界と連絡する場合は宇宙船で先方に直接出向くなど、生活水準の著しい低下を招いている。また、コロニーの環境悪化に伴う疾病にも民間療法レベルでしか対応しないため、クレト・カーシムやエルド・ムーンのような犠牲者を出している側面もある。
本作では、教義の成り立ちは「旧時代のヒッピーやニューエイジ文化のアレンジ」が発祥で、『機動戦士ガンダムΖΖ』にも登場していた階段ピラミッド風の神殿もリゾート施設を転用したものであったとされ、もともとは文化と呼べるような実体はなかったと語られている。
戦士隊（せんしたい）
ムーン・ムーンの自警団組織。光族の教えにもとづいて銃砲などの近代火器は支給されず、剣や槍など前時代的なものしか装備していないが、身体能力は極めて高く、槍を投げれば一撃でノーマルスーツを貫き、銃撃すら避けるほどの力と素早さを備えている。これは日頃の鍛錬に加えて、後述の「ハイ・コカイン」の成分を、村の空気や川の水などから微量に取り込み続けたことも影響している。
アルツトの民（アルツトのたみ）
過去にムーン・ムーンに戦乱を生んだ元凶として追放され、「子捨ての森」と呼ばれる地域での生活を強いられている人々。機械の知識を持っており、コロニー公社との連絡をおこなうなど、罪人ではあるがコロニーの環境維持には欠かせない役割を担っている。
かつてムーン・ムーンでハイ・コカインによる集団自殺事件を起こした集団の末裔であり、光族との争いに負け、ハイ・コカインの木々が生い茂る子捨ての森の地下に幽閉されているが、実際にはハイ・コカインを「メディシン」を通じて外部に密輸することで、ムーン・ムーンの生活物資や資金を得ている重要な存在でもある。光族の住民たちにはこのことは知らされていない。
子捨ての森（こすてのもり）
アルツトの民たちが住まう地域。光族の人々からは呪われた地として忌避されており、アルツトの民との交渉権を持つリヒト家の一族など、一部の人々しか立ち入ることはない。その名前の通り、何らかの事情で子供を捨てる夫婦がここを訪れることもあり、捨てられた子供たちはアルツトの民に拾われ、彼らの子として育てられる。
この森に生えている木々は高純度の「ハイ・コカイン」の原料となっており、アルツトの民はこれを外部に密輸してムーン・ムーンを維持する役割を担っている。村の建造物を建てるための木材にもこの木が使われており、燃えると麻薬成分を広範囲に撒き散らすため、光族の人々も「毒煙の木」として恐れている。
ハイ・コカイン
子捨ての森の木から生成される高純度のコカイン。ムーン・ムーンに最初に住み着いたヒッピーの中で「精神と肉体を分離することで、より高次元の存在となる」ことを企図した人々が持ち込み栽培したことに端を発し、これを用いた集団自殺事件が発生したことが、住民を光族とアルツトの民に分離させるきっかけとなった。
強化人間の生成に用いる向精神薬と同じ成分「ベタナール」が含まれており、ムーン・ムーンの住民たちは川の水や空気を通してこれを無意識的に微量ずつ接種し続けてきたことで、強化人間と同じ性質を意図せずして備えることになった。
メディシン
ムーン・ムーンの外部におり、アルツトの民を通してハイ・コカインを密輸出している集団。
ミスター・エンキドゥ
第1話や設定資料に名前が登場する人物。ティターンズ残党に助力し、サイコプレート（サイコフレーム）の技術協力やG-ドアーズの完成に関与したが、ロンド・ベルに秘密基地の位置を知られた残党からは、自分たちを利用するために騙していたと糾弾される。
エンキドゥ（Enkidu）はギルガメッシュ叙事詩の登場人物の名前であり、ダイクン（Deikun）のアナグラム。シナリオを担当した福井によれば、ティターンズ残党に偽名で接触してG-ドアーズのサイコプレートを作らせた人物の正体はシャア・アズナブル（=キャスバル・レム・ダイクン）で、サイコフレームを完成させる技術を持ったティターンズ残党に技術を実証させた後、ロンド・ベルに偽名で通報し、用済みとして始末させたという。
G3プラス
『機動戦士Ζガンダム』などで登場した毒ガス「G3ガス」の強化型。吸入すると全身が麻痺して死亡する毒性のほか、ノーマルスーツを腐食させる強力な腐食性が付加されている。ラー・ギルス占拠作戦の折にリュースが持ち出すが、ユッタとアムロがボンベを排除したことで未遂に終わる。

## 登場人物
ストーリーを担当した福井によれば、本作では登場人物全員に表と裏の二面性を用意してあり、さまざまな経験を経て考えを改めたり、隠していた正体が露見したり、サイコフレームの共鳴による精神感応によって伏せられていた内面が暴露されるなどして、キャラクター性が反転する展開をそれぞれに持たせることを意識したとしている。
担当声優は、ゲーム作品への客演時のキャスト。ゲーム『U.C. ENGAGE』にて初めて設定された。

### 主人公
ユッタ・カーシム
声 - 古屋亜南
本作の主人公。好奇心旺盛な15歳の少年で、ムーン・ムーンに眠るさまざまな機械を独自に研究している。幼少時にムーン・ムーンの掟により適切な医療処置を受けられなかった父クレトを亡くしており、以来「よいものはたとえ外の技術であっても取り入れるべき」という考えをもつようになった。それゆえに、掟を守ろうとする幼なじみのサキや大人たちと衝突することが多い。
漂着したG-ドアーズの頭部に興味を示したことがきっかけで、特例としてムーン・ムーンの「戦士隊」に入隊し、コロニー公社にムーン・ムーンの修理を求める使者の一員として出立する。移動中の事故で宇宙に放り出された友人のマウノを救うべく飛び出し、ネオ・ジオン軍とロンド・ベル隊の戦いに巻き込まれる。そこでネオ・ジオン軍人のアゴスに救われ、その乗機であるバルギルのサイコミュと同調し、宇宙に出ていたミネバを探し当てるという成果を上げる。
ネオ・ジオン過激派とロンド・ベル隊の戦闘に巻き込まれて負傷したアゴスに替わって、G-ドアーズの頭部を取り付けたバルギルことムーンガンダムを操縦し、ムーン・ムーンを守るために出撃する。

### ムーン・ムーンの住人
カレル・カーシム
声 - 麻生智久
カーシム家の長で、ユッタの祖父。ユッタからは「お爺」と呼ばれている。サイド3（のちのジオン公国）出身者で、ジオン・ズム・ダイクンの同志だったが、彼の進めるジオニズム構想が戦争を生むことを予見して決別し、40年前（宇宙世紀0052年）にムーン・ムーンに移住した。外界の生まれゆえに機械の知識も相応にあり、村の知恵袋として尊敬を集めている。ムーン・ムーンで病が流行した際、外部のコロニーに連絡して治療や薬の提供を受けさせれば助かる可能性があるとエルドに提案したが、掟を守ろうとするエルドと息子のクレトを止められず亡くした過去がある。ユッタがサイコミュを通じてミネバと感応したことについてはある程度の理解を示すが、よそ者であるネオ・ジオン自体は争いを呼ぶ者として否定する。
ネオ・ジオン過激派の襲撃にはキャトルを操縦して応戦し、コロニーに空いた穴を塞ぐための修復作業のさなか、シュランゲ隊の攻撃を受けて致命傷を負う。死の間際に、ユッタに外界へ出て世界を学ぶよう言い遺す。
カーリナ・カーシム
ユッタの母。ムーン・ムーンの掟のために夫を死なせたことを悔やんでいる。
クレト・カーシム
ユッタの父で、カレルの息子。宇宙世紀0082年に流行り病を患う。カレルが外界に治療を求めようと光族の掟に反して通信機器を使用しようとした際には、掟を破ってまで生き延びることを拒み、機器を破壊して息を引き取る。
サキ・メントー
ユッタを想う幼なじみの少女。掟にそむいて機械いじりに没頭するユッタを再三注意しているが、それも彼の個性として受け入れようとも思うようになる。ミネバがムーン・ムーンに来訪して以降、彼女への嫉妬心を見せ始める。
マウノ
ユッタの友人で、臆病な性格の少年。頬の痘痕が特徴。成人の儀式として、一人前になるためと称して無理やり連れ出された宇宙にて命綱を付けさせられ、宇宙船から宇宙空間へ蹴り出される。その際にロンド・ベルとネオ・ジオン軍の戦闘に巻き込まれて命綱が切れるが、ユッタの機転によって助け出される。
サラサ・ムーン
声 - 熊谷海麗
初出作品は『機動戦士ガンダムΖΖ』（第14 -15話、第39 - 41話）。ムーン・ムーンの長を務める巫女。
機械に頼ることを戒める「光族の教え」を伝え広めている。以前は外界の人間を拒絶する姿勢をとっていたが、4年前の戦いで双子の妹のラサラを亡くしたこと（『ΖΖ』第41話）を教訓とし、ある程度の柔軟性を見せるようになっている。
第1部ではアルツトの民の暗躍に気づいていなかったが、第2部開始時点では彼らが何かを企んでいることを察し、長年のタブーとされてきたアルツトの民との接触を決意する。
エルド・ムーン
サラサとラサラ姉妹の父で、先代の光族の長。よそ者であるカレルを、｢外の世界を知ったうえでムーン・ムーンの暮らしを肯定している人」が必要だとして迎え入れている。クレトと同じはやり病を患うが、掟にそむいて近代医療処置を受けることを拒み、死亡する。
リナート・リヒト
ムーン・ムーンの文化遺産を守るリヒト家の長男で、「戦士隊」の長。機械文明を否定する立場でありながら、機械の知識を有する罪人であるアルツトの民と密かに交流している。リュースからは、アルツトの民の長と同じ名前である「レイメル」とも呼ばれている。
シナリオを担当した福井によれば、最初はそのように見えないように描かれているものの、本作のサブ主人公という立ち位置にいる登場人物であるとされる。
元々はアルツトの民たちの子として生まれたが、生まれてまもなくレイメルと入れ替えられた経歴を持つ。
アルフォンソ・リヒト
リナートの父で、戦士隊の先代の長。アルツトの民との交渉役という自家の役割を疎ましく思っている。
ニルダ・リヒト
リナートの母。アルツトの民のひとりであるレイメルを、息子と同じ「リナート」という名で呼ぶ。
ルグス
戦士隊の兵たちを束ねる士長。
レイメル
コロニー地下の「子捨ての森」と呼ばれる場所に幽閉されている、アルツトの民の長。ニルダからは「リナート」と呼ばれ、レイメル自身もニルダを母と呼ぶ。
元々はニルダの子だったが、生まれつき目を患い弱視という障碍を抱えていたため、リヒト家の後継ぎとしては失格の烙印を押され、ニルダの意に反してリナートと入れ替えられた経歴を持つ。

### ネオ・ジオン軍
本作の舞台は、『機動戦士Ζガンダム』『機動戦士ガンダムΖΖ』の時代にハマーン・カーンに率いられたネオ・ジオン（アクシズ）が残党化する一方、『逆襲のシャア』でシャア・アズナブルに率いられた新生ネオ・ジオンが決起する前の時代であり、両者は同じネオ・ジオンでありながらも派閥争いを繰り広げる関係にある。福井は、一大勢力だったハマーン時代のMSがシャアの反乱時にまったく登場していないことについて、現実には制作上の都合があったのだろうとしつつも、作中の世界では何らかの因果関係があったという理由付けが可能であり、本作ではそうした整合性にも踏み込んでいくとしている。

#### アタラント3のクルー
アクシズ内では不良品や落ちこぼれの寄せ集め部隊と揶揄され、慢性的な練度の低さに悩まされている。それゆえに内通者をあざむくことができるとされ、ミネバを疎んじる派閥からは機密保持のための捨て石にしても惜しくないという理由から、ミネバを運ぶ「隠れ蓑」として起用される。
ミネバ・ラオ・ザビ
声 - 宮下早紀
旧ジオン公国を支配していた一族「ザビ家」の生き残り。「ガンダムシリーズ」第1作である『機動戦士ガンダム』で乳児として登場し、『機動戦士Ζガンダム』以降の作品で本格的に登場。『機動戦士ガンダムΖΖ』では本物に瓜二つの影武者がミネバとして登場したが、本作に登場するミネバが本物なのか影武者なのかは明かされていない。リセやシャアの発言からは、影武者であることが示唆されている。
本作では偽装貨物船「アタラント3」での逃亡生活を送っているが、ロンド・ベルとの戦闘に巻き込まれたことをきっかけにムーン・ムーンに寄港し、ユッタと知り合う。
心からの笑顔を見せることがなく、サラサからは、自分の言葉で語ろうとしない人物として不信感を抱かれる。シナリオを担当した福井によれば、ユッタは読者にも伏せられている彼女の秘密に気がついているとされ、ミネバについて何か言いかけて言い淀む場面が繰り返されている。ユッタと精神感応した際には、どこらか来たのかを問われて火星を指し示している。
リセ・ジェナロ
声 - 三石琴乃
アタラント3の女性艦長。階級は少佐。コア3撤退戦の折に、当時の上司だったリュースの命令に逆らってコア3に引き返し、自分に同調した多数の将兵の犠牲を払いながらも残された子供たちを救い出した経歴があり、その子供たちとクルーから「オフクロさん」という愛称で呼ばれている。現在はミネバやシャアなど特定のシンパに所属することはなく中立の立場を保っており、今回のミネバの護衛も単に任務の一つとしてとらえているが、リュース一派の暗躍を強く警戒している。
軍人として任務に忠実であろうとするが、ラー・ギルスの占拠作戦が失敗した際、リュースが連邦軍クルーだけでなく自分たちまでも抹殺する気であることを知った際は、人質にしていた連邦軍クルーを解放するなど、非常時には柔軟な対応も取れる人物である。
アゴス・ラガート
声 - 畠中祐
強化人間処置を受けた青年パイロット。階級は少尉。搭乗機はバルギル。素直で人当たりのいい性格。人工ニュータイプらしい感受性の持ち主で、パイロットとしての技量はきわめて高いが、過去に受けた特殊な強化人間処置（後述）の副作用によりサイコミュへの適性が低く、物語冒頭でバルギルのサイコミュを稼動させることに失敗したことから、同僚たちからは半人前あつかいされている。多くのコロニーや人々を犠牲にした過去のジオンの行為については、「スペースノイドの信用を失った愚行」「ミネバが造る新たなジオンでは絶対にやってはいけないこと」として否定している。
偶然救助したユッタにミネバの捜索を手伝ってもらったことで交流をもち、負傷した自身に代わってバルギル（ムーンガンダム）をユッタに託す。
普段は強化人間特有の精神の不安定さを見せることがなく、親しみやすく感情移入しやすい、強化人間らしからぬ人柄の人物として描かれている。しかしシナリオを担当した福井いわく、実は劇中において最大の二面性を持つ登場人物であるとされ、悲劇的な展開により物語の途中で様変わりを迎えることが予告されていた。
内通者（ないつうしゃ） / 提報者（ていほうしゃ）
アタラント3に潜入している内通者。ネオ・ジオン側では内通者、地球連邦側では提報者と呼ばれる。 第1巻から第8巻までは、この人物が登場人物のうちの誰であるのかを読者に伏せたまま物語が進行する。
地球連邦軍にアタラント3の移動先や内情を次々とリークし、内部から妨害活動を行うが、アタラント3側は内通者の存在を確信しつつも正体を掴みかねている。サフィラが捕虜となった際には逃亡を手助けしているが、地球連邦側もまた提報者の目的を掴みかねており、接触したサフィラからは自分たちの味方ではないという印象を持たれている。
その正体は、外科手術によってアゴスの脳へと植え付けられた裏の人格。本人の意志に関わらず必要に応じて裏の人格へと切り替わり、表の人格に自分自身が内通者であることを自覚させることなく、与えられた目的を遂行する。表の人格が喪失している過去の記憶を保持してる一方、感情を喪失しており、表出時には無表情になる。元々はアゴスが少年の頃、戦災での悲惨な体験から逃れるために志願して処置を受けたものだが、表の人格はそのことを覚えていない。

オルボ・マルシェフ
声 - 中島卓也
MS部隊「チームデルタ」の隊長。搭乗機はアルス・ジャジャ。
アンスガル・ゴロン、クラース・バッケル
声 - 金子誠（アンスガル）、北沢力（クラース）
「チームデルタ」に所属するパイロットたち。搭乗機はガズアル・グラウ（アンスガル）とガズエル・グラウ（クラース） 。
クラースは地球降下前のラー・ギルスに再潜入し、アゴスと共にミネバを奪還しようとしている最中、内通者の人格に切り替わったアゴスにより、アッグジンのクローで握り潰され死亡する。
エッべ・クルーム
声 - 岩城泰司
アタラント3の副長。技術屋上がり。
レンカ
声 - 稲垣好
メカニック兼オペレーターの女性。階級は少尉。

#### 過激派（ザビ派）メンバー
リュース・クランゲル
声 - 坂本真綾
過激派を率いる少佐。搭乗機はダグ・ドール。少女のような容姿の幼い少年だが、本性は無邪気で無慈悲なサイコパス。ネオ・ジオン内ではコア3の撤退戦（『ΖΖ』最終話）で活躍した人物として知られる。グレミー・トトの生家であるトト家と並ぶ名家クランゲル家の出身で、自らの素性を「ジオンを継ぐために生まれてきた」「造られた人間」であると語り、家系に縛られるジオンを「旧公国由来の貴族ごっこ」と蔑みつつ、シャアに対抗できる「大衆受けのよいブランド」を欲している。
ムーンガンダムに敗れ宇宙を漂流していた部下のガットを、無様と評して処刑する。その後みずからムーン・ムーンに潜入して暗躍し、初対面のユッタに親しげに話しかけながら扇動し、戦士隊に監視されていたムーンガンダムを奪取させる。一方、ユッタからは、リュースの言うことは最初から嘘ばかりであることを見抜かれており、一時的な共闘の後にユッタと決別する。
ソロン
声 - 坂本真綾
リュースを警護する第一世代型ハロベースのペットロボット。自分の名前である「ソロン」を口癖としており、改造前と同様に愛嬌もあるが、リュースの命令で人を殺傷するなど残酷な面もある。顔のツインアイはさまざまな映像や記号表示を映し出す大型円形モニターに変更され、情報伝達および通信機能が向上している。腕部を収納する上部左右のカバーは猫耳のような三角形状となり、腕部自体も手のひらにスタンガンを内蔵した3本指の多関節ラバーアームに変更されている。口のカバー内にはベアリング弾を射出するガス銃や移動用のスラスター、医療キットや食料を収納するサイドポケットが設けられている。
デザインを担当した形部一平は、リュースの小悪魔的なキャラクターを強調するために「魔法使いの使い魔的、なんだか魅力的で傍に置きたいんだけど寝首をかかれそうな緊張感が常にある感じ」というイメージを目指したと語っている。
シュランゲ隊
隊長のガット大尉（声 - 勝沼紀義）、部下のレフィ中尉（声 - 奈良徹）とマース中尉（声 - 岡井カツノリ）で構成される部隊。搭乗機はメドゥッサ。リュースに忠誠を誓い、決起を望んでいる。不慮の事態でムーン・ムーンにミネバの存在をさらしたアタラント3を見限り、ジェナロの更迭を告げると同時に機密保持のためにロンド・ベルやムーン・ムーンもろとも抹殺しようとする。しかし、ユッタのニュータイプ能力に呼応したムーンガンダムに壊滅させられ、生き残って敗走したガットもリュースによって用済みとして抹殺される。
イリア・パゾム
声 - 新藤みなみ
初出作品は『機動戦士ガンダムΖΖ』。ニュータイプ能力をもつ女性将校。『ΖΖ』本編では最終的に生死不明となっていたが、本作では生存しリュースの部下となる。
ダニー、デル、デューン
声 - 中野泰佑（ダニー）、鈴木正和（デル）、北村謙次（デューン）
初出作品は『機動戦士ガンダムΖΖ』。第一次ネオ・ジオン抗争にて、MAジャムル・フィンを駆り活躍した「ジャムルの3D」隊のメンバーたち。本作ではイリアと同じく生存し、新たな乗機ギガッザムとともに過激派の一角を担う。
ブーデイン
声 - 前田弘喜
過激派の母艦である戦艦グワーシャの艦長。

#### そのほかのネオ・ジオン軍人
フアン・マハロフ
声 - 小林親弘
ネオ・ジオン補給隊を指揮する少佐。かつてはドーベン・ウルフを駆っていた腕利きのMSパイロットで、リセと共にコア3撤退戦の折に取り残された子供たちを救い出した。その際に負傷して一度退役した身であり、その後は資源衛星パラオの教会で神父をしながら戦災孤児たちの面倒を見ていたが、軍の要請を受け現場復帰する。リセたちアタラント3の主要メンバーとは旧知の仲で、「ファザー」と呼び慕われている。
アゴスの素性に疑念を抱いており、内通者がアゴスであることと、彼に施された人格植え付けの手法を突き止めるが、内通者としてのアゴスの反撃を受けて負傷。アタラント3のメンバーにアゴスが内通者であることを伝えた後、大気圏に突入中のミネバとアゴスを救うためにアッグジンで飛び出し、ミネバが乗っているアッグジンをムーンガンダムに託す。その後にアゴスの洗脳を解くべく通信を送り「君は悪くない。神の御名において貴方を赦します」と告げた後、アゴスのアッグジンを蹴り飛ばして地球の引力圏から脱出させるが、自身は脱出不能になり機体とともに燃え尽きる。
シャア・アズナブル
声 - 池田秀一
初出作品は『機動戦士ガンダム』。過去にジオン公国のエースとして頭角を現し、現在はネオ・ジオン軍総帥の地位にある。地球の南極で自身の専用機・サザビーの試験を行っていたところ、地球に降りてきたムーンガンダムと遭遇。武装解除を拒否し抵抗したユッタを無力化し、基地に拘束する。
ナナイ・ミゲル
声 - 榊原良子
初出作品は『機動戦士ガンダム 逆襲のシャア』。ネオ・ジオンのニュータイプ研究所の所長で、物語開始前となるアタラント3の出航直前に、ミネバの護衛としてアゴスを派遣した人物として言及される。アゴスに特殊な強化人間処置を施した人物であり、内通者の回想では『逆襲のシャア』の登場人物であるギュネイ・ガスと共に登場する。
ギュネイ・ガス
声 - 山寺宏一
初出作品は『機動戦士ガンダム 逆襲のシャア』。本作ではシャアやナナイとともに南極でサイコフレームの試験を行っており、サイコプレートが搭載された「サイコバウ」を乗機としている。

### 地球連邦軍外郭部隊「ロンド・ベル」
サフィラ・ガードナー
声 - 沢城みゆき
シャア・アズナブル捜索任務のためにラサ司令部からラー・ギルスに派遣された女性中尉。搭乗機はシータプラス、後にリガズィード。
普段はひょうひょうとした態度を取っているものの、第一次ネオ・ジオン抗争期に、ネオ・ジオンが実行したダブリンへのコロニー落とし（『ΖΖ』第35 - 36話）で被災して我が子を失くした過去があることが示唆されており、内側には復讐心を秘めている。ただし、自分たちの復讐にユッタたちムーン・ムーンの人々を巻き込むことには強い忌避感を示しており、そのような状況に対して強い感情をあらわにすることもある。情報局将校としてシャアのプロファイリングデータも閲覧しており、彼の負の側面を肥大化させることをナナイに警告している。
ウバルド・モリーナ
声 - 武田幸史
ラー・ギルスMS隊の隊長。階級は大尉。搭乗機はジムIII・パワード、後に ジェダキャノン〈ジェダブル〉。整備スタッフからは最新鋭機のジェダに乗り換えることを勧められているが、ジムが好きだという理由で長い間固辞していた。一年戦争で家族や恋人を立て続けに失ったことから、ジオンに対する深い憎悪を抱いている。
ムーン・ムーンでのシュランゲ隊との戦闘で被弾して不時着するが、そこで偶然発見したミネバを拉致してラー・ギルスに連行する。
ラウロ・バチーク
ラー・ギルス艦長。捕虜となったミネバの将来を案じている。
ベルニス
ラー・ギルスの女性MS整備士。階級は曹長。
マリ・ミラネス
声 - 森谷里美
ラー・ギルスの女性クルー。階級は少尉。ラー・ギルス占拠事件でネオ・ジオンやムーン・ムーンの住人に同僚や上官を殺害されたため、事情を知らなかったとはいえ彼らの味方をしていたユッタを嫌悪しており、彼にジオン公国が引き起こした戦争犯罪の記録映像を見せ、その系譜であるネオ・ジオンが悪であることを訴える。このことはユッタとミネバの間に一時的な亀裂を生むこととなり、コロニー落としの当事者であるサフィラから「見境なく自分の正義を振りかざす」行為であるとして非難されている。
ムーリ・ヤンネ
ラー・ギルスMS隊の隊員。乗機であるジェダの肩に、自分の名前を漢字に当てはめた「無裡」のマーキングを施している。
エルミ
ラー・ギルスMS隊の隊員である女性パイロット。
アムロ・レイ
声 - 古谷徹
『機動戦士ガンダム』の主人公で、以降の宇宙世紀作品にも主要人物や主人公として登場。一年戦争時にガンダムのパイロットとして多大な戦果を挙げたニュータイプの青年。
本作冒頭では乗機のリック・ディジェとともに登場し、ティターンズ残党のG-ドアーズを苦戦しつつ撃破する。第2部においてはリック・ディジェ改に搭乗し、ネオ・ジオンに占拠されたラー・ギルスの元に駆けつけ、ユッタとともに毒ガスのボンベを排除し、リュースが人質に取ったミネバの奪還に協力する。その後、ユッタにMSの操縦訓練を施す他、自らの取るべき道に悩むユッタに助言を与えた。また、ラー・ギルスを退避させた際のムーンガンダムの働きを見て、後にνガンダムに搭載される「フィン・ファンネル」の着想を得る。
ブライト・ノア
初出作品は『機動戦士ガンダム』で、アムロと同じく以降の宇宙世紀作品にも登場。一年戦争時の「ホワイトベース」を初めとする歴代のガンダム搭載艦の艦長を務めた人物で、本作以降の年代の作品ではロンド・ベル司令兼旗艦ラー・カイラム艦長。
『機動戦士ガンダムΖΖ』にて、アーガマ艦長としてムーン・ムーンに寄港した経験があるが、その記録は極秘扱いとなっている。本作ではサフィラのシャア追跡という目的に協力し、自身の記憶にある限りのムーン・ムーンの情報を提供する。

### ラー・ザイムのクルー
マシアス・テスタ
ラー・ザイムの艦長。
ジョー・セイ
声 - 新祐樹
ラー・ザイムのパイロット。
オルヤン・ブロムクフィト
声 - 山本祥太
ラー・ザイムのパイロット。

### ルオ商会
『機動戦士Ζガンダム』に登場した組織。
ルオ・ウーミン
ルオ商会会長で、ミシェルの義父。
ステファニー・ルオ
初出作品は『機動戦士Ζガンダム』。ルオ商会の社長。
ミシェル・ルオ
初出作品は『機動戦士ガンダムNT』。ルオ・ウーミンの次女（養子）。
ブリック・テクラート
初出作品は『機動戦士ガンダムNT』。ルオの指示で長年ミシェルの秘書を務める青年。

## 登場兵器
各兵器の詳細はリンク先を参照。

### 主役機とその原型機
AMS-123X-X ムーンガンダム
ユッタ・カーシムの搭乗機。バルギルの胴体にG-ドアーズの頭部と8枚の遠隔操作兵器「サイコプレート」を移植した機体で、リック・ディジェとの戦闘で欠損したサイコプレートの残り半分を背部に三日月状に連結する。機体の命名者はリュースで、「ムーン・ムーンで生まれたガンダム」という意味が込められている。
AMS-123X-XS 強化型ムーンガンダム
ネオ・ジオン軍所属となったムーンガンダムにジェネレーター交換などの強化を施した改修機。
AMS-123X バルギル
アゴス・ラガートの搭乗機。サザビーの原型となるネオ・ジオン軍のサイコミュ搭載型MSで、外見や武装もサザビーに類似している。シータプラスとの交戦で頭部を損傷した後、G-ドアーズの頭部に残されたデータを解析するために同じサイコミュ搭載機であるこの機体が選ばれ、ムーンガンダムとして改修される。
MRX-013-3 サイコ・ガンダムMk-IV G-ドアーズ
ティターンズ残党が保有するサイコガンダムの後継機・Mk-IVのうちの3号機。本作冒頭でアムロのリック・ディジェに倒され、残骸となった頭部とサイコプレートはムーン・ムーンで勃発する騒乱のきっかけとなる。残骸となっても頭部のサイコミュ・システムは健在で、バルギルに接続された際に機体のサイコミュを上書きして乗っ取る。
サイコプレートの正体はシャアが偽名を使ってティターンズに技術提供したサイコフレームで、機体のサイコミュ強化・攻撃・防御の機能を兼ね備え、また通常はニュータイプ同士でしか起こらない「共鳴」を、特殊な能力を持たない人間に対しても起こすという性質を持つ。

### ネオ・ジオン軍の兵器

#### アタラント3側
AMX-104L アルス・ジャジャ
オルボ・マルシェフの搭乗機。R・ジャジャに長距離狙撃用武装と高精度センサーを組み込んだ機体で、原型機の白兵戦能力も兼ね備えた汎用機。
AMX-117RG/LG ガズアル・グラウ / ガズエル・グラウ
アンスガル・ゴロンとクラース・バッケルの搭乗機。親衛隊（ロイヤルガード）専用機であるガズアルとガズエルの現地改修型で、装飾の撤去や一部武装の変更がおこなわれている。
AMX-117LG ガズ・グラウBB
ガズエル・グラウをベースに、ガズアル・グラウのパーツを共食い整備して完成した急造機。
EMS-13 アッグジン
旧ジオン公国軍が開発したアッガイの再設計機。もともとは水陸両用MSであるが、月面戦闘用に改造される。「血まみれのクマのぬいぐるみ」がモチーフとされ、可愛らしさと凶悪さという二面性を持たせたデザインとなっている。
アタラント3
ネオ・ジオン軍の宇宙海賊船。艦長はリセ・ジェナロ。
ジオン共和国時代の艦を改造した偽装貨物船で、通常はグレーの地味な民間船らしい外見だが、外装を順次排除することで戦闘艦らしい外見となる。艦首のコンテナブロックはまるごと武装の格納スペースに換装され、両舷には自航能力をもつ脱出艇を計4機、艦底には4機のMSを積載可能なコンテナをもつ。潜伏活動中のネオ・ジオン軍では、ほかにもこのような偽装艦が複数運用されている。
武装は艦首の2連装メガ粒子砲3基、対空ビーム砲多数、5連装ミサイル発射管2門のほか、判明していない武装もある。

#### 過激派側
AMA-103 メドゥッサ
シュランゲ隊の搭乗機。 ハンマ・ハンマの欠点を克服しつつ発展させた準サイコミュ搭載型MAで、ハンマ・ハンマに似たMS形態に変形する。
AMX-015-4S ダグ・ドール
リュース・クランゲル少佐の搭乗機。ゲーマルクの系列機で、ニュータイプ能力の低いパイロットでも性能を発揮できる操縦システムを備えている。
AMX-116 ザクIV / AMX-116S 指揮官用ザクIV（イリア・パゾム機）
ザクIIIの発展型。ザク系MSの特長である高い汎用性を受け継いでおり、イリア・パゾムが搭乗する高機動型指揮官機をはじめとする複数のバリエーションがある。
AMA-X9 ギガッザム
ジャムルの3D隊が搭乗する3人乗りの大型MA。
グワーシャ
グワジン級やグワダン級の設計思想を継承したグワーシャ級の1番艦で、過激派の拠点である旗艦。
AMX-020 ガザG
宇宙世紀0092年現在でネオ・ジオン軍に運用されている、ガザシリーズの最新鋭機。新兵でも簡単に扱えるような直感的な操作方法が採用されている。リュースのムーン・ムーン占拠を阻止するため、アタラント3のクルーがリュース派の一般兵から奪い取り、リナートをはじめとする戦士隊のメンバーに与えた。

#### シャア側
MSN-04X2 サザビー初期試験型（重力下仕様）
『機動戦士ガンダム 逆襲のシャア』におけるシャアの搭乗機。本作では南極基地での重力下試験を行なっている段階で、機体の出力不足をシャアに指摘されたため、ジェネレーターの換装と腹部コックピットを頭部に移設した『逆シャア』本編の完成型に至る経緯が描かれている。
AMX-107P サイコバウ
G-ドアーズのサイコプレートの実証を目的としたバウの改修機。紫基調の隊長機と緑基調の一般機が存在し、サザビーと同じく南極基地で運用試験を行なっている。

### 地球連邦軍の兵器
MSK-008R リック・ディジェ
アムロ・レイの搭乗機。『機動戦士Ζガンダム』でアムロが搭乗したカラバのMS「ディジェ」の宇宙戦仕様で、同じカラバのMSアムロが搭乗した｢ΖプラスA1型」に似せた朱色とグレーの機体色が特徴。
MSK-008R リック・ディジェ改
Gドアーズ戦で受けた損傷をジェダやジムIIIのパーツを用いて修復した姿。カラーリングはライトグレーと濃紺で、シールドや機体色はガンダムを想起させるものとなっている。
RGM-86R ジムIII
地球連邦軍の主力量産機で、後発のジェダやジェガンの配備に伴い主力を降りる運命にある。
ラー・ギルス所属機は、初代ジムのような赤白に塗装されている。
RGM-86RF ジムIII・パワード
ウバルド・モリーナの搭乗機。装甲やスラスターなどを全体的に強化した白兵戦用の機体。
RGM-86RF・FA ジムIIIパワードFA〈ブルドック〉
ウバルド機に重装甲・重火力強化パーツを装着した機体。高すぎる火力のために積極的に投入されることはない。
RGM-88X ジェダ
ジムIIIの後継機で、のちのジェガンのプロトタイプ。機体の初出作品である『機動戦士ガンダム ハイ・ストリーマー』でのオリジナルデザインをもとに、形部一平によるアレンジが施されている。パイロットは、同じく『ハイ・ストリーマー』にも登場する ジョー・セイ、オルヤン・ブルムクイフト。
RGM-88X ジェダ（アムロ・レイ大尉機）

RGC-90XC ジェダキャノン〈ジェダブル〉

MSZ-010A1 シータプラス
サフィラ・ガードナーの搭乗機。ΖΖガンダムやその系列機のコンセプトを統合して開発された機体。コア・ファイター（小型戦闘機）を核とした分離可変機構と高火力・高機動性を維持しつつ、運用面にも配慮した設計となっている。
RX-93 νガンダム（ニューガンダム）
『機動戦士ガンダム 逆襲のシャア』におけるアムロの搭乗機。本作の時代ではまだ実機は製造されておらず、アムロが構想していた設計データとして登場する。この時点ではナラティブガンダムとほぼ共通のフレーム構造をもち、まだフィン・ファンネルの搭載は想定されていない。
RGZ-91X リガズィード
リ・ガズィの制式採用モデルの選考過程で生まれた特殊仕様機。
SCC-180926 ラー・ギルス
ロンド・ベル所属のクラップ級巡洋艦。グレーと白の艦隊色に塗られ、ジムIII・パワードやシータプラスなどを搭載する。
ラー・ザイム
ラー・ギルスの同型艦で、アムロが乗艦している。初出作品は『ハイ・ストリーマー』で、艦長は同作の登場人物であるマシアス・テスタ。

### ルオ商会
MSK-008R リック・ディジェ
ディジェの宇宙戦仕様。ダークグレー系の塗装と、従来のディジェに近い頭部フェイスマスクをもつく。
MSR-00102S / MSR-00102 百二式（ひゃくにしき）
百式改のODM機体。精鋭部隊「紅棍」のザジ大人部隊に配備され、ミネバの身柄確保を目的としたネオ・ジオン南極基地襲撃作戦に投入される。
ローズバッド
ルオ商会が所有する輸送船。

### そのほかの兵器
キャトル
スペースコロニーの建設に使用されていた旧式の作業機械で、MSの始祖的存在。機体の初出作品である『機動戦士ガンダムΖΖ』と同様、ムーン・ムーンの建造当時に使用されていた1機が「御神体」として祀られており、『ΖΖ』での出来事についても触れられている。
本策では第11話でユッタとミネバが搭乗し、誤解により一発触発となったムーン・ムーンの住人とアタラント3クルーの対立を鎮める。第14話 - 第16話ではムーンガンダムの危機を救い、ネオ・ジオン過激派の攻撃で損傷したムーン・ムーンの修復作業をおこなうべく、カレルとアゴスが搭乗してメドゥッサと交戦し、撃破されつつも機体そのものを補修材代わりにすることでムーン・ムーンの危機を救う。
MSZ-010 ΖΖガンダム（ダブルゼータガンダム）
作中年代から4年前の宇宙世紀0088年の回想に登場。『機動戦士ガンダムΖΖ』の主役機で、シータプラスの原型機。ムーン・ムーンの人々のあいだでは、漂着したG-ドアーズの頭部（ムーンガンダム）と同じ顔の、4年前に現れた巨人が起こした出来事として、『ΖΖ』第14 - 15話での内容が語られている。
アーガマ
同じく4年前の回想に登場。『機動戦士Ζガンダム』『機動戦士ガンダムΖΖ』で主要人物たちが乗艦した、反地球連邦組織「エゥーゴ」の宇宙巡洋艦。ΖΖガンダムを搭載してムーン・ムーンに寄港した。

## 書誌情報
- 福井晴敏（ストーリー）、虎哉孝征（漫画）『機動戦士ムーンガンダム』KADOKAWA〈カドカワコミックス・エース〉、既刊14巻（2025年4月25日現在）
  1. 2018年9月26日発行（同日発売[47]）、ISBN 978-4-04-107278-3
  2. 2018年9月26日発行（同日発売[48]）、ISBN 978-4-04-107279-0
  3. 2019年3月26日発行（同日発売[49]）、ISBN 978-4-04-107998-0
  4. 2019年10月26日発行（同日発売[50]）、ISBN 978-4-04-108676-6
  5. 2020年3月26日発行（同日発売[51]）、ISBN 978-4-04-109217-0
  6. 2020年10月26日発行（同日発売[52]）、ISBN 978-4-04-110176-6
  7. 2021年3月26日発行（同日発売[53]）、ISBN 978-4-04-111182-6
  8. 2021年10月26日発行（同日発売[54]）、ISBN 978-4-04-112009-5
  9. 2022年3月26日発行（同日発売[55]）、ISBN 978-4-04-112369-0
  10. 2022年10月25日発行（同日発売[56]）、ISBN 978-4-04-113070-4
  11. 2023年3月25日発行（同日発売[57]）、ISBN 978-4-04-113493-1
  12. 2023年12月26日発行（同日発売[58]）、ISBN 978-4-04-114267-7
  13. 2024年7月25日発売[59]、ISBN 978-4-04-115296-6
  14. 2025年4月25日発売[60]、ISBN 978-4-04-115721-3

## 関連メディア
機動戦士ガンダム U.C. ENGAGE
2021年リリース。ゲームに参戦すると同時に、ストーリーモード内のショートアニメとして初の映像化が果たされる。